# 波克夏·哈薩威能源
波克夏·哈薩威能源公司，簡稱波克夏·哈薩威能源（英語：Berkshire Hathaway Energy），前身為「美國中部能源控股公司」、「中美能源控股公司」或「中美能源」（直至2014年止）（MidAmerican Energy Holdings Company）。
在1999年，波克夏·哈薩威公司，以總代價20億美元，或每股35.05美元，收購該公司股權。而該公司則由母公司持有89.8%股權。
喬治·艾博則是現時為董事長、總裁及首席執行官，而大衛·索古則在2008年從首席執行官退任。直至2014年，喬治·艾博則在美國中部能源公司過來的，他投資所有能源行業經驗。

## 投資項目
該公司持有項目:
- 美國中部能源公司
- MidAmerican Renewables
- PacifiCorp
- Northern Powergrid (formerly CE Electric UK)
- Integrated Utility Services UK
- CalEnergy Generation
- Kern River Gas Transmission Company
  - Kern River Pipeline
- Northern Natural Gas Company (Omaha)
- HomeServices of America
- 比亞迪 (持有10%場外股權)
- NV Energy
- Metalogic Inspections Services
- Intelligent Energy Solutions
- AltaLink

## 外部連結
- berkshirehathawayenergyco.com （页面存档备份，存于）